# Cal Miramunt (Torà)
Cal Miramunt és una casa de Torà, a la comarca del Solsonès, inclosa a l'Inventari del Patrimoni Arquitectònic de Catalunya.

## Descripció
Casa senyorial de pedra amb elements que denoten que era propietat d'una família benestant del municipi.

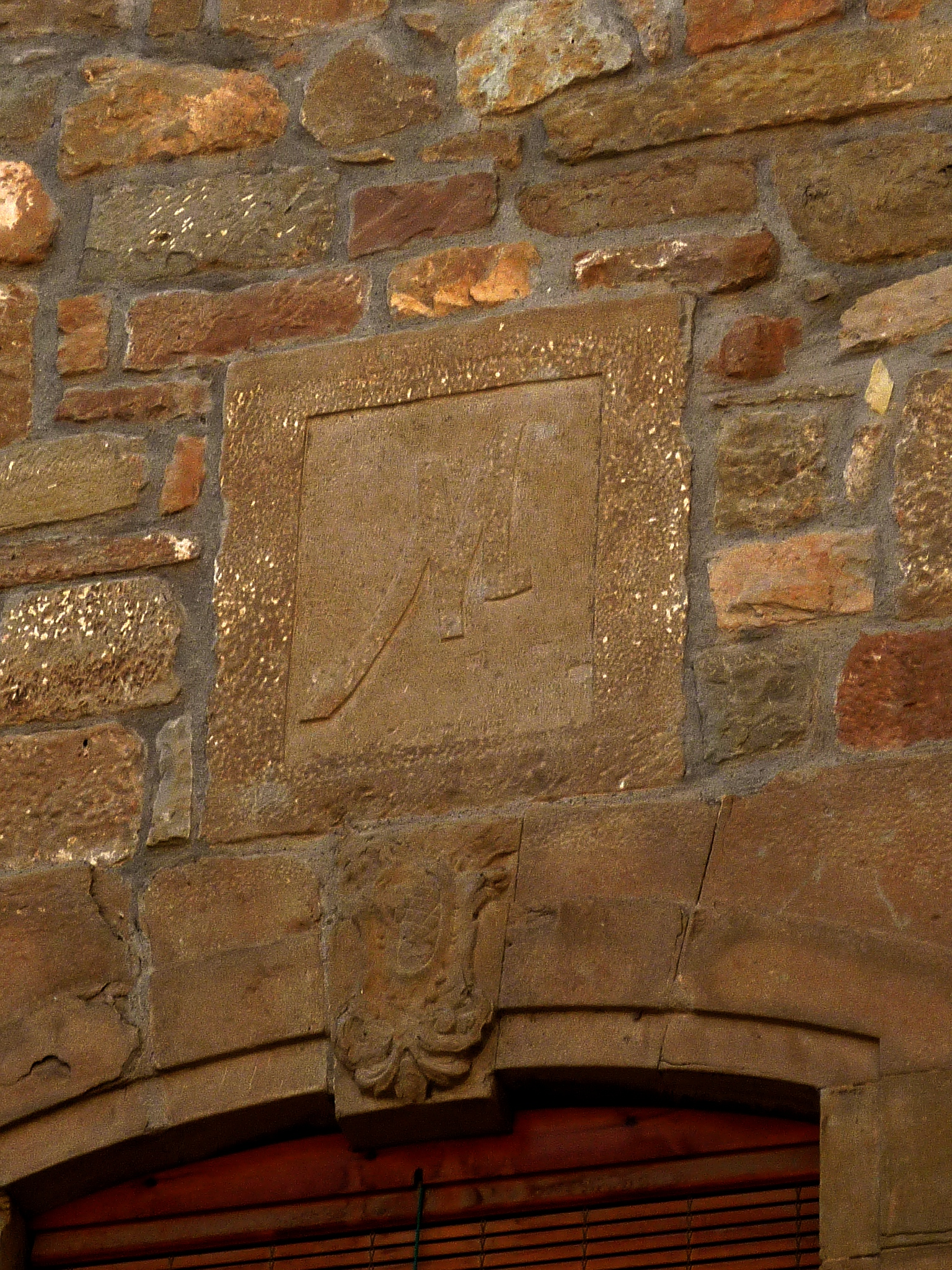
Placa sobre el balcó

La planta baixa està ocupada per una pastisseria que ha deformat considerablement la imatge de la façana. S'hi accedeix a través d'una porta d'arc escarser. La resta són portes rectangulars modernes. A la primera planta trobem l'element més interessant de tota la façana, un balcó central d'arc escarser amb una clau esculpida amb un escut heràldic i a sobre un placa de pedra amb el relleu d'una "M". Aquest balcó està flanquejat per dues finestres amb motllura de pedra i ampit a banda i banda. Al segon pis apareix una finestra a l'esquerra igual que les de la planta inferior i tres finestres més petites ovalades amb motllura llisa.
Finalment podem observar una cornisa dentada.
L'aparell que s'utilitza en aquest casalot és carreus de pedra irregular.